# Джейкоб Трембле
Джейкоб Трембле (англ. Jacob Tremblay; нар. 5 жовтня 2006, Ванкувер) — канадський актор, відомий своєю роллю у фільмі «Кімната», за яку отримав ряд престижних нагород та номінацій. Почав акторську кар'єру у п'ять років. Кінодебют відбувся у фільмі «Смурфики 2».

## Фільмографія
| Рік  | Назва                                             | Роль                 | Примітка |
| ---- | ------------------------------------------------- | -------------------- | --- |
| 2013 | англ. The Great Sambini & Booger the Magic Ferret | The Great Sambini    | Короткометражний |
| 2013 | «Смурфики 2»                                      | син Патріка та Грейс | голос |
| 2013 | «Магічний тхір»                                   | Сем                  | Короткометражний |
| 2014 | англ. Extraterrestrial                            | Метті                | |
| 2015 | «Брат Горда»                                      | Молодий Горд         | Короткометражний |
| 2015 | «Кімната»                                         | Джек Ньюсом          | Премія Асоціації кінокритиків Чикаго у категорії «Найперспективніший актор» Кінопремія «Вибір критиків» — Найкращий молодий актор Премія асоціації кіножурналістів Індіани за найкращу чоловічу роль Премія Національної ради кінокритиків за найкращий прорив Премія Асоціації кінокритиків Сан-Дієго за найкращий прорив Премія Асоціації кінокритиків Вашингтона найкращому молодому акторові Номінація – Премія асоціації кінокритиків Детройта за найкращу роль другого плану Номінація – Премія асоціації кінокритиків Детройта за найкращий прорив Номінація – Премія асоціації кінокритиків Фенікса за найкращу роль другого плану Номінація – Премія асоціації кінокритиків Сан-Дієго за найкращу чоловічу роль Номінація – Премія Гільдії кіноакторів США за найкращу чоловічу роль другого плану |
| 2016 | «Мистецтво оборудок Дональда Трампа»              |                      | |
| 2016 | англ. Shut In                                     |                      | |
| 2016 | «Сомнія»                                          | Коді                 | |
| 2016 | англ. Burn Your Maps                              | Вес                  | |
| 2016 | «Книга Генрі»                                     | Пітер Карпентер      | |
| 2017 | «Диво»                                            | Август «Оггі» Пулман | |
| 2018 | Хижак                                             | Рорі Маккенна        | |
| 2019 | Хороші хлопці                                     | Макс                 | |
| 2019 | Доктор Сон                                        | Бредлі Тревор        | |
| 2021 | Лука                                              | Лука Пагуро          | голос |
| 2023 | Токсичний месник                                  | Вейд                 | |
| 2023 | Русалонька                                        | Флаундер             | |